# Holmens og Østerbro Provsti
Holmens og Østerbro Provsti er et provsti i Københavns Stift.  Provstiet ligger i Københavns Kommune.
Provstiet blev dannet 1. januar 2012 ved en sammenlægning af Holmens Provsti og Østerbro Provsti.
Holmens og Østerbro Provsti består af 14 sogne med 15 kirker, fordelt på 13 pastorater.

## Pastorater
| Pastorater i Holmens og Østerbro Provsti | Pastorater i Holmens og Østerbro Provsti | Pastorater i Holmens og Østerbro Provsti |
| ---------------------------------------- | ---------------------------------------- | ---------------------------------------- |
| Aldersro-Lundehus Pastorat               | Davids Pastorat                          | Frederiks Pastorat                       |
| Garnisons Pastorat                       | Hans Egede Pastorat                      | Holmens Pastorat                         |
| Kastels Pastorat                         | Kildevælds Pastorat                      | Rosenvænget Pastorat                     |
| Sankt Jakobs Pastorat                    | Sankt Pauls Pastorat                     | Sions Pastorat                           |
| Østervold Pastorat                       |                                          |                                          |

## Sogne
| Sogne i Holmens og Østerbro Provsti | Sogne i Holmens og Østerbro Provsti | Sogne i Holmens og Østerbro Provsti |
| ----------------------------------- | ----------------------------------- | ----------------------------------- |
| Aldersro Sogn                       | Davids Sogn                         | Frederiks Sogn                      |
| Garnisons Sogn                      | Hans Egedes Sogn                    | Holmens Sogn                        |
| Kastels Sogn                        | Kildevælds Sogn                     | Lundehus Sogn                       |
| Rosenvænget Sogn                    | Sankt Jakobs Sogn                   | Sankt Pauls Sogn                    |
| Sions Sogn                          | Østervold Sogn                      |                                     |